# Redes Tolerantes al Retardo
Las Redes Tolerantes al Retardo, o DTN (del inglés Delay Tolerant Networks) son redes de comunicación ligadas al modo «Store and forward» ("guardar y reenviar"), que gracias a sus propiedades funcionan en ambientes hostiles de comunicación, como el espacio, los medios submarinos o los escenarios de guerra.

## Propiedades
Los ambientes en que se pueden usar tienen las siguientes características:
- Retardo variable o imprevisto de las comunicaciones.
- Tasas de error variables y altas.
- Movilidad variable de los equipos.
- Comunicación oportunista o calendarizada entre componentes de la red.

- Datos: Q6103296